# Zrinka Ljutić
Zrinka Ljutić (Zagreb, 26. siječnja 2004.) hrvatska je alpska skijašica. Natječe se u slalomu i veleslalomu.

## Obitelj
Djetinjstvo je provela u Zagrebu. Trenirao ju je otac Amir, pomorski inženjer iz Banje Luke. Majka joj je nastavnica engleskog i njemačkog jezika. Druga je po starosti od četvero braće i sestara. Po vjeroispovijesti je katolkinja.

## Skijaški početci
Prvi je put privukla pažnju u siječnju 2018. kada je u kategoriji do 14 godina pobijedila u veleslalomu i slalomu na prestižnom FIS-ovu Dječjem kupu. Dvije godine kasnije isto je postigla u kategoriji do 16 godina.
U prosincu 2020. debitirala je sa 16 godina u slalomu u Europskom kupu u Ahrntal-Klausbergu. Mjesec dana poslije pobijedila je u slalomu Europskog kupa u Zell am Seeu, potom i u veleslalomu na Krvavcu. Zauzela je 4. mjesto u ukupnome poretku Europskog kupa u slalomu u sezoni 2020./2021. Krajem ožujka 2021. bila je prvakinja Hrvatske u slalomu i veleslalomu.

## Profesionalna karijera
U svojoj prvoj FIS-ovoj utrci u karijeri osvojila je 51,36 bodova, što je najviše FIS-ovih bodova koje je osvojio hrvatski skijaš ili skijašica. Osvojila je nagradu "Dražen Petrović" Hrvatskog olimpijskog odbora 2020. godine kao najveća nada među sportašicama.
U veljači 2022. odabrana je za natjecanje na svojim prvim Olimpijskim igrama, u Pekingu. U slalomu je zauzela 25. mjesto, a u veleslalomu 28. mjesto. Dana 8. ožujka 2022. u kanadskoj je Panorami sa samo 18 godina okrunjena za juniorsku svjetsku prvakinju do 21 godine u slalomu. Također je osvojila 3. mjesto u veleslalomu. Pozvana je u finale Svjetskog kupa, osvojivši 5. mjesto u slalomu 19. ožujka 2022. u Méribelu. Potom je u Zagrebu pobijedila na prvenstvu Hrvatske u slalomu i veleslalomu.
Između studenoga 2022. i siječnja 2023. ostvarila je četiri plasmana među prvih 10 u Svjetskom kupu u slalomu. Svoje prvo postolje osvojila je plasmanom na 3. mjesto u slalomu u Špindlerůvom Mlýnu 28. siječnja 2023. U veljači je sudjelovala na svom prvom svjetskom prvenstvu, gdje je zauzela 17. mjesto u veleslalomu. Sezonu je završila na 12. mjestu poretka Svjetskog kupa u slalomu.

### Sezona 2023./2024.
U trećem slalomu sezone u francuskom Courchevelu sa startnim je brojem 15 nakon prve vožnje bila 7. Međutim, nije uspjela završiti drugu vožnju, nakon što je promašila vrata. Do kraja prosinca 2023. ostvarila je 7. mjesto u veleslalomu u Tremblantu i 9. mjesto u slalomu u Leviju, uz još pet nastupa između 10. i 14. mjesta. 
Dobru formu nastavila je u slovačkoj Jasni gdje je 20. siječnja 2024. osvojila 4. mjesto u veleslalomu. Sljedećeg dana, 21. siječnja 2024. osvojila je 2. mjesto u slalomu s 14 stotinki zaostatka za Mikaelom Shiffrin. 
Dana 11. veljače 2024. izjednačila je rezultat karijere osvojivši 2. mjesto u slalomu u Soldeu.
Isti rezultat ponovila je 10. ožujka 2024. kada je u slalomu u švedskom Areu osvojila 2. mjesto sa sekundom i 24 stotinke zaostatka za Amerikankom Mikaelom Shiffrin.

### Sezona 2024./2025.
Dana 30. studenog 2024. osvojila je 2. mjesto u veleslalomu u Killingtonu, nakon što je u prvoj vožnji bila 5. To je njezin najbolji rezultat u toj disciplini u karijeri.
Zrinka Ljutić je nastavila s dobrim rezultatima i u nastavku sezone. 28. prosinca 2024. osvojila je 6. mjesto u veleslalomu u Semmeringu. Slijedećeg dana, 29. prosinca 2024. Zrinka Ljutić je ostvarila prvu pobjedu u karijeri. Slavila je u slalomu u Semmeringu sa 1.75 sekunda prednosti, nakon što je bila vodeća u prvoj vožnji. Nakon pobjede skočila je na 3. mjesto na slalomskoj ljestvici i na 2. mjesto u ukupnom poretku Svjetskog kupa. To je ujedno prva pobjeda u ženskom skijanju nakon dugih 18 godina i pobjede Janice Kostelić 2006. godine.
Tjedan dana kasnije, 5. siječnja 2025. ostvarila je drugu pobjedu u karijeri. Pobijedila je u slalomu u Kranjskoj Gori. To je prva pobjeda hrvatskih skijašica na tom skijalištu. Bila je najbolja u obje utrke. Zanimljivo je istaknuti da je prve dvije pobjede u karijeri ostvarila sa startnim brojem 2, a oba puta je drugoplasirana bila skijašica sa startnim brojem 1. Ovom pobjedom Zrinka je prvi put u karijeri preuzela vodstvo u ukupnom poretku Svjetskog kupa, također je vodila i u poretku slaloma dvije utrke.
Dana 30. siječnja 2025. Zrinka Ljutić je ostvarila treću pobjedu u karijeri. Pobijedila je u noćnom slalomu u Courchevelu, nakon što je bila u vodstvu poslije prve vožnje. Ovom pobjedom skočila je na 2. mjesto u poretku slaloma i na 4. mjesto u ukupnom poretku Svjetskog kupa.
Dana 27. ožujka 2025. Zrinka Ljutić je osvojila Mali kristalni globus u slalomu, nakon što je u slalomskoj utrci, na završnici Svjetskog kupa, u američkom Sun Valleyu osvojila 10. mjesto.